# باولو روبرتو (لاعب كرة قدم)
باولو روبرتو (بالبرتغالية: Paulo Roberto Prestes‏) هو لاعب كرة قدم برازيلي في مركز ظهير ‏، ولد في 10 فبراير 1988 في بيلو هوريزونتي في البرازيل. لعب مع أتلتيكو مينيرو وبوتافوغو ريغاتاس ونادي أمريكا ونادي بالميراس ونادي موجي ميريم.

## وصلات خارجية
- باولو روبرتو (لاعب كرة قدم) على موقع قاعدة بيانات كرة القدم.إي يو (الإنجليزية)